# Метанотрофы
Метанотрофные бактерии — группа метилотрофов, способная использовать метан в качестве единственного источника как углерода, так и энергии. К ним относятся бактерии родов Methylomonas, Methylotrophus и др. Филогенетически подразделяются на два класса, по наличию мембран-связанной и цитоплазматической метанмонооксигеназы. Фиксация формальдегида идет по рибулозомонофосфатному или сериновому пути. Возможна также фиксация экзогенного CO2.
| Метаболизм аэробных метанотрофов | |
|                                  | Окисление метана происходит в четыре стадии, каждая стадия катализируется специальным ферментом: (1) — NADH-зависимая метанмонооксигеназа; (2) — CytC-зависимая метанолдегидрогеназа; (3) — CytC-зависимая формальдегиддегидрогеназа (либо её роль выполняет метанолдегидрогеназа); (4) — NAD+-зависимая формиатдегидрогеназа. Углерод фиксируется на стадии углекислого газа или формальдегида. |

Ключевым и уникальным ферментом аэробных метанотрофов является метанмонооксигеназа, остальные ферменты присутствуют у других представителей метилотрофов. Восстановительные эквиваленты (CytCred) образуются только на стадиях окисления метанола и формальдегида, а образующийся на 4-й стадии NADH используется метанмонооксигеназой.
Метанотрофы были впервые обнаружены Казерером в почве в 1905 году. Сейчас описано множество видов аэробных метанотрофов, которые широко распространены и образуют сообщества в подледных озерах Антарктиды, в тундре, в провалах газовых шахт, в гидротермах, в метановых сипах, в богатых клатратными гидратами метана льдах. Недавно появились сообщения об археях, способных в кооперации с сульфатредукторами анаэробно метаболизировать залежи метана при низком уровне водорода. Вместо кислорода конечным акцептором электронов выступает в данном случае сульфат. Этот процесс получил название анаэробного окисления метана и изучен на сегодняшний день недостаточно. Предполагается что археи осуществляют реакции, обратные тем, что имеют место при метаногенезе, а конечные продукты их метаболизма окисляются сульфатредукторами. В настоящее время получены свидетельства возможности анаэробного окисления метана, сопряжённого с денитрификацией.
Уникальные пищевые цепи включают метанотрофных микроорганизмов в качестве первичной кормовой базы. Метанотрофы являются внутриклеточными симбионтами в моллюсках (Conchocele, Caliptogena) и погонофорах, живущих в метановых сипах. Также обнаружены метанотрофные симбионты плотоядных губок, живущих в вулканических отложениях на глубине 5000 метров. Прокариоты, способные усваивать метан в клатратной форме служат пищей «ледяным червям»
en:Hesiocaeca methanicola.